# 미소노 사쿠라
미소노 사쿠라(일본어: 美園 さくら みその さくら[*], 6월 17일 - )는 전 다카라즈카 가극단 츠키구미 톱여역이다.
도쿄도 에도가와구, 오오츠마 고등학교 출신이다. 키 164cm, 혈액형 A형이다. 애칭은 "사쿠라', "사쿠짱"이다.

## 약력
2011년, 다카라즈카 음악학교 입학
2013년, 다카라즈카 가극단 99기생으로 수석입단. 유키구미 공연 「베르사이유의 장미」로 초무대
2014년, 한큐한신 첫 참배 포스터 모델로 기용. 같은 해 구미마와리를 거쳐 츠키구미에 배속.
높은 가창력으로 일찍부터 주목을 받아, 2015년, 「1789」에서 신인 공연 첫 히로인. 그 후에도 세번에 걸쳐 신인공연 히로인을 맡음.
2016년, 「FALSTAFF」으로 바우홀 공연 첫 히로인.
2017년, 「Arkadia」으로 2번째 바우홀 공연 히로인.
2018년, 「비에 부르면」 (TBS아카사카ACT시어터 공연)으로, 동상공연 첫 히로인. 같은 해 11월 19일자로 츠키구미 톱스타에 취임. 타마키 료의 2번째 상대역으로, 이듬해 「몽현무쌍／크룬테이프」로 신 톱콤비 대극장 오히로메
2021년 8월 15일, 「오란키／Dream Chaser」 도쿄 공연 천추락을 기해, 타마키 료와 함께 다카라즈카 가극단을 퇴단. 코로나-19에 의해 공연 스케줄의 변경이 있어, 원래의 예정보다 반년 늦게 졸업하였다.
퇴단 후에는 게이오기주쿠 대학의 대학원에 진학. 톱 경험자가 학문의 세계로 향한 것은 극히 이례적이다.

## 인물
할아버지는 미션스쿨 계열의 유치원 원장, 아버지는 대학교수, 어머니는 성악가이다. 어려서부터 음악이 가까운 환경에서 자랐다.
현지 공립 초등학교에 입학한 후, 다카라즈카를 좋아하는 고모에게 이끌려, 소라구미 공연 「사막의 흑장미/GLORIOUS!!」으로 다카라즈카 첫 관극하였다. 다카라즈카에 들어가고 싶다는 생각하지 않았지만, 이 이후로도 일정하게 관극하게 되었다.
그 무렵, 어머니의 손에 이끌려 미국 교회에서 열린 콘서트 투어 같은 것에 참가하지만, 그다지 사람들 앞에 나서는 것을 좋아하지 않았다.
사립 중고 일관학교에 입학한 후에는 클럽 활동 등도 하지 않고, 학업에 몰두하게 되었다. 고모가 공부를 가르쳐주면서 비약적으로 성적이 늘어, 중학교 1학년 후기 무렵부터 전교 1등을 하였다.
고모의 권유로 성악과 발레를 배우기 시작해, 중학교 2학년 때, 유키구미 공연 「엘리자베트」를 관람하고 직감적으로 이곳에 들어가고자 하는 마음이 생겼다. 이를 계기로 음악학교 입시를 위한 스쿨에 다니기 시작했다.
공부에서는 수학 검정의 준2급을 수험했는데, 문부과학대신상을 수상하였다. 휴일에는 친구들과 재판 방청을 나가 재판 모습을 스케치하는 것을 좋아했다.
고등학교에 진학한 후에도 공부에 몰두해, 첫 음악학교 수험은 3차 면접에서 불합격했지만, 여기까지 올 수 있어서 기뻤고, 슬픈 기분은 들지 않았다고 하였다.
두번째 수험이 마지막 수험이라는 마음가짐으로 임했다. 다시 3차까지 갔지만, 면접에서는 수학검정에 관한 것밖에 듣지 못해, 불학격했음을 직감하고, 합격발표 당일, 자신의 번호를 찾지 못하고 어머니와 함께 집으로 향하였다. 하지만, 보드 맨 아래에 자신의 번호가 있었고, 학교로부터 연락을 받고 크게 당황하면서 학교로 되돌아는 상황이 벌어졌다.
사촌동생으로 호시구미 여역 우타하나 스즈 (107기)가 있다.

## 광고
- 2014년, 『한큐한신』 첫 참배 포스터 모델